# XLIII Lubuskie Lato Filmowe
43. Lubuskie Lato Filmowe – Łagów 2014 – 43. edycja najstarszego polskiego festiwalu filmowego Lubuskie Lato Filmowe z nagrodą główną Złotego Grona odbyła się w dniach 29 czerwca do 6 lipca 2014 r. w Łagowie w województwie lubuskim. Organizatorem Lubuskiego Lata Filmowego jest Klub Kultury Filmowej w Zielonej Górze. Telewizja Polska objęła 43. LLF korporacyjnym patronatem medialnym
Do konkursu na plakat 43. festiwalu zostały zgłoszone 132 prace, wśród których wybrano 38 do ścisłego finału. Główną nagrodę pieniężną w wysokości 1200 zł, wygrała praca Klaudii Bielińskiej, która automatycznie została oficjalnym plakatem 43. LLF – Łagów 2014

## Nabór filmów do konkursów
Do 15 maja 2014 można było zgłaszać filmy na  DCP, Betacam, BETA SP, Blu-ray lub DVD, stanowiące odrębną całość artystyczną, które zostały wyprodukowane w krajach Europy Środkowej i Wschodniej w okresie od 1 stycznia 2013 r. do 1 czerwca 2014 r., w kategoriach:
- Konkurs Filmów Fabularnych – filmy fabularne, których minimalny czas projekcji wynosi 60 minut,
- Konkurs krótkich Filmów Fabularnych – krótkie filmy fabularne, których maksymalny czas projekcji wynosi 60 minut,
- Konkurs Filmów Dokumentalnych – filmy dokumentalne.

## Nagrody
W dniu 4 lipca 2014 roku Jury Konkursu Głównego w składzie: Andrzej Jakimowski (przewodniczący), Krzysztof Gierat, Andrzej Goleniewski, Magdalena Piekorz, Leszek Wosiewicz, po obejrzeniu 16 filmów ogłosiło werdykt:
- - Grand Prix konkursu – Złote Grono dla filmu Papusza w reżyserii Krzysztofa Krauze,
- Srebrne Grono dla filmu Ida w reżyserii Pawła Pawlikowskiego,
- Brązowe Grono filmowi Chce się żyć w reżyserii Macieja Pieprzycy,
- Nagrodę Specjalną Jury przyznało filmowi Cud (ang.: Miracle) w reżyserii Juraja Lehotskiego,
- Nagrodę Organizatorów im. Juliusza Burskiego dla filmu pt.: Klauni (ang.: Clownwise) w reżyserii Viktora Tauša
- Nagrodę Klubu Kultury Filmowej przyznano filmowi Zabić bobra w reżyserii Jana Jakuba Kolskiego.